# ST6GALNAC3
ST6GALNAC3 (англ. ST6 N-acetylgalactosaminide alpha-2,6-sialyltransferase 3) – білок, який кодується однойменним геном, розташованим у людей на 1-й хромосомі. Довжина поліпептидного ланцюга білка становить 305 амінокислот, а молекулярна маса — 35 395.
| 10         |  | 20         |  | 30         |  | 40         |  | 50         |
| ---------- |  | ---------- |  | ---------- |  | ---------- |  | ---------- |
| MACILKRKSV |  | IAVSFIAAFL |  | FLLVVRLVNE |  | VNFPLLLNCF |  | GQPGTKWIPF |
| SYTYRRPLRT |  | HYGYINVKTQ |  | EPLQLDCDLC |  | AIVSNSGQMV |  | GQKVGNEIDR |
| SSCIWRMNNA |  | PTKGYEEDVG |  | RMTMIRVVSH |  | TSVPLLLKNP |  | DYFFKEANTT |
| IYVIWGPFRN |  | MRKDGNGIVY |  | NMLKKTVGIY |  | PNAQIYVTTE |  | KRMSYCDGVF |
| KKETGKDRVQ |  | SGSYLSTGWF |  | TFLLAMDACY |  | GIHVYGMIND |  | TYCKTEGYRK |
| VPYHYYEQGR |  | DECDEYFLHE |  | HAPYGGHRFI |  | TEKKVFAKWA |  | KKHRIIFTHP |
| NWTLS      |  |            |  |            |  |            |  |            |

A: Аланін

C: Цистеїн

D: Аспарагінова кислота

E: Глутамінова кислота

F: Фенілаланін

G: Гліцин

H: Гістидин

I: Ізолейцин

K: Лізин

L: Лейцин

M: Метіонін

N: Аспарагін

P: Пролін

Q: Глутамін

R: Аргінін

S: Серин

T: Треонін

V: Валін

W: Триптофан

Кодований геном білок за функціями належить до трансфераз, глікозилтрансфераз. 
Задіяний у такому біологічному процесі, як альтернативний сплайсинг. 
Локалізований у мембрані, апараті гольджі.